# Cosma al II-lea al Constantinopolului
Cosma al II-lea Attikos (în greacă Κοσμᾶς Β´ ὁ Ἀττικός, transliterat: Kosmas 2 o Attikos; n. ? – d. după 1147) a fost un cleric ortodox grec care a îndeplinit funcția de patriarh ecumenic al Constantinopolului din aprilie 1146 până în februarie 1147.

## Biografie
S-a născut pe insula Eghina (Grecia) și a fost diacon la Catedrala „Sfânta Sofia” înainte de alegerea sa ca patriarh al Constantinopolului, după ce Mihai al II-lea Kourkouas (1143-1146) a abdicat. Era foarte respectat pentru învățătura și smerenia sa. Cosma a fost ales patriarh, potrivit lui Venance Grumel, pe la sfârșitul lunii aprilie 1146, după o perioadă de cel puțin 40 de zile de vacanță (conform celor menționate într-o scrisoare a lui Teodor Prodromos), în timpul domniei împăratului bizantin Manuel I Comnen (1143-1180).
Durata patriarhatului său variază de la un autor la altul: 9 luni (manuscrisele Paris. supp. 755, Atheniensis 1372 și Laurentianus LIX 13), 10 luni (Nichifor Calist, Leunclavius și Filip de Novara) și un an (Matei Cigalas). Din coroborarea informațiilor incluse în toate aceste surse istorice, teologul și bizantinologul francez Venance Grumel (secretar al Revue des études byzantines și autor al unei cronologii a patriarhilor de Constantinopol) consideră că durata patriarhatului lui Cosma al II-lea ar fi de 10 luni, ca urmare a acordului între Nichifor Calist și Leunclavius (surse independente una de alta), deoarece, după opinia sa, cele trei manuscrise nu prezintă mare încredere, iar data furnizată de Cigalas pare a fi o rotunjire. Alte surse contemporane lui Grumel menționează perioade aproape identice: 1146 – 26 februarie 1147 (listele lui Karl Krumbacher) și aprilie 1146 – 26 februarie 1146 (Dictionnaire de théologie catholique).

### Destituire
Cosma a fost condamnat și destituit la 26 februarie 1147 de către un sinod întrunit la Palatul Vlaherne din cauza indulgenței sale față de călugărul Nifon, un bogomil condamnat din 1144, pe care l-a primit în casa sa și la masa sa. Actul sinodal al destituirii sale a fost publicat de Leo Allatius, apoi de Anselmo Banduri, Gheorghios A. Rallis și Jacques-Paul Migne.
Motivele exacte ale condamnării și destituirii lui Cosma al II-lea nu au fost clar stabilite; este posibil ca el să fi fost victima intrigilor politice. Este clar însă că împăratul Manuel a intervenit direct în adunarea Sinodului care l-a detronat pe Cosma, discutând personal cu cei care l-au acuzat și întrebându-l pe Cosma cu privire la opiniile sale despre ereticul Nifon. Această afacere este tipică atât pentru controversele doctrinare comune în timpul domniei lui Manuel I, cât și pentru disponibilitatea împăratului de a se implica activ în ele.